# Sicarii
Sicarii of Sicariërs ("dolkmannen") waren leden van een extremistische Joodse groepering uit de periode kort voor en tijdens de Joodse Opstand (66-70 na Chr.). De Sicariërs worden voor het eerst in de bronnen genoemd tijdens procurator Antonius Felix (52-60) en voor het laatst in verband met de val van Massada (73). De Sicariërs worden beschouwd als een van de vroegst bekende georganiseerde terreureenheden, die eeuwen vóór de islamitische Assassijnen en Japanse ninja dateren. Mogelijk was een volgeling van Jezus, Judas, een Sicariër; dat zou de naam Judas 'Iskariot' verklaren. De afgeleide Spaanse term 'sicario' wordt in het hedendaagse Latijns-Amerika gebruikt om een huurmoordenaar of huurling te beschrijven die voor een drugskartel werkt.

## Organisatie en overtuiging
De Sicariërs waren vermoedelijk de meest extreme vleugel van de Zeloten. Evenals bij de Zeloten lijkt het erop dat zij voor de Joodse Opstand geen centrale organisatie hadden. Ook deelden zij de overtuiging van de Zeloten dat de overheersing van Judea door de Romeinen in flagrante tegenspraak stond met het erkennen van God als Heer. In hun optiek moest aan die Romeinse overheersing dan ook zo spoedig mogelijk een einde komen.

## Naam
De Sicariërs ontlenen hun naam vooral aan aanslagen die zij pleegden op Joodse aristocraten voor en tijdens de Joodse Opstand. Bij het plegen van een dergelijke aanslag hielden zij een dolk (Lat. sica) verborgen onder hun kleding en mengden zij zich in de drukte in Jeruzalem. Beschermd door de menigte naderden zij hun slachtoffer en staken hem neer, waarna zij zich onopgemerkt uit de voeten maakten. Zij pleegden deze aanslagen, omdat ze meenden dat deze leden van de Joodse aristocratie verraders van het volk waren door hun nauwe banden met de Romeinse overheersers.

## Reactie van Romeinse procuratores
De opeenvolgende Romeinse procuratores hadden veel met de Sicariërs te stellen. Antonius Felix meende aanvankelijk dat hij door hard optreden de beweging wel de kop in kon drukken. Zelfs maakte hij op listige wijze gebruik van de Sicariërs (die zijn opzet niet doorzagen) om af te rekenen met de voormalige hogepriester Jonathan ben Ananus. Felix suggereerde dat Jonathan nauw met hem samenwerkte, waarna de Sicariërs hem vermoordden. In werkelijkheid stond Jonathan echter zeer kritisch tegenover Felix.
Ook Porcius Festus lukte het niet het geweld van de Sicariërs een halt toe te roepen. Zijn opvolger Lucceius Albinus leek daar aanvankelijk beter in te slagen, maar nadat de Sicariërs de zoon van Ananias ben Nebedeüs (met wie Albinus goed bevriend was) ontvoerden, moest hij toegeven aan hun eisen en de Sicariërs losgeld betalen. Het lijkt erop dat de Sicariërs hierna redelijk ongestoord hun gang konden gaan. De laatste periode van Albinus' ambtstermijn en het bestuur van Gessius Florus kenmerkten zich door corruptie, waarbij de Sicariërs de straf op hun gewelddadig optreden voor geld konden afkopen. Hierdoor nam de invloed van de Sicariërs op de samenleving snel toe. Dit was een van de factoren die bijdroeg aan het uitbreken van de Joodse Opstand

## Massada

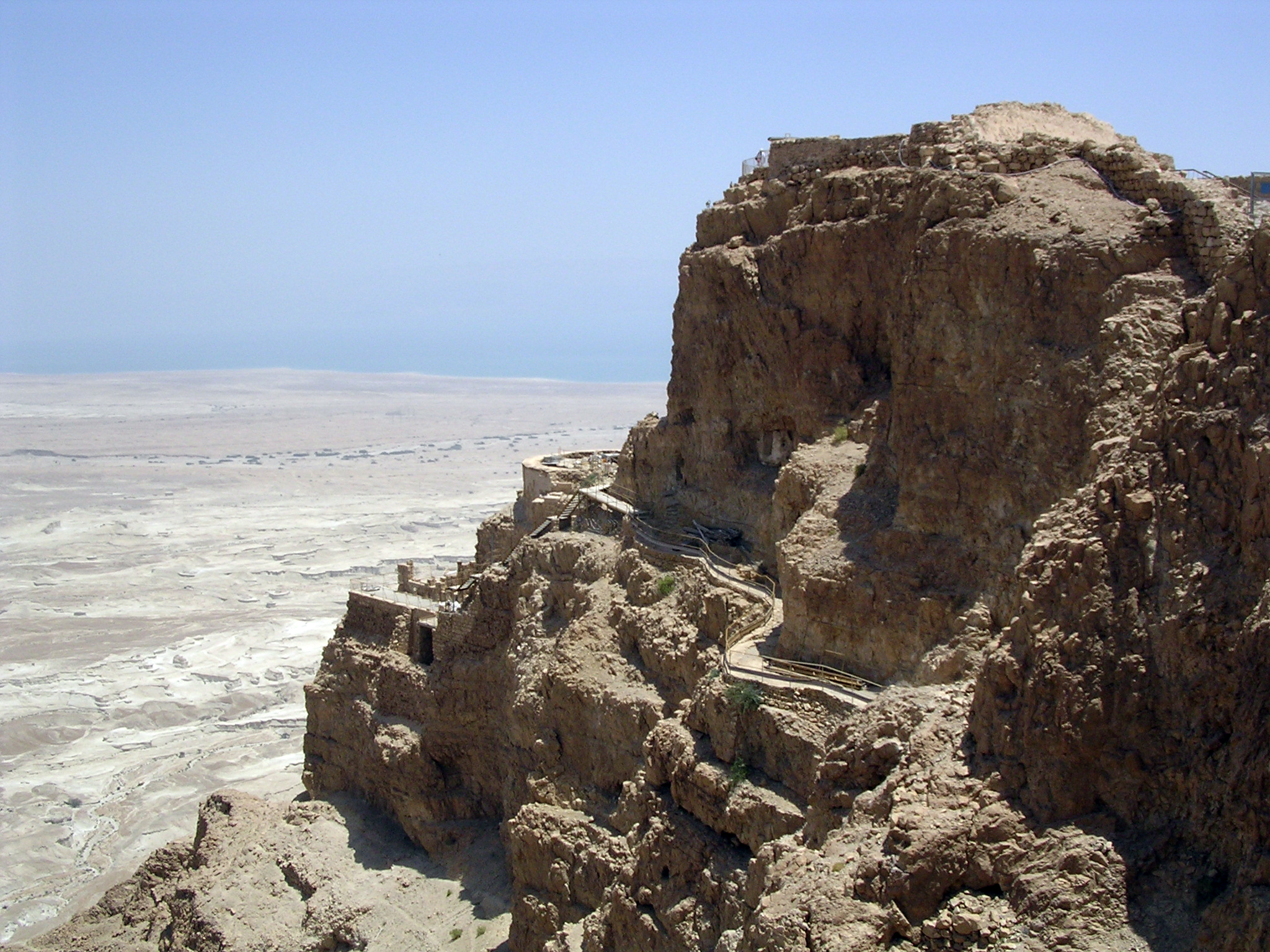
Massada

Tijdens de Joodse Opstand hielden de Sicariërs het langste stand tegen de Romeinse overmacht, nog tot drie jaar nadat Jeruzalem was ingenomen. Dit kwam vooral doordat zij de burcht Massada hadden weten te veroveren. De leider van de Sicariërs op Massada was Eleazar ben Jaïr. Uit handschriftenvondsten op Massada blijkt dat in deze periode ook enkele leden van de gemeenschap uit Qumran (dat in 68 verwoest was) zich bij de Sicariërs hadden gevoegd. Toen bleek dat het niet langer mogelijk was stand te houden tegen de Romeinen, kozen de Sicariërs ervoor elkaar en zichzelf te doden om zo te voorkomen dat zij levend in handen van de Romeinen zouden vallen.

## Antieke bron
- Flavius Josephus, Bellum Iudaïcum II 254-257; Antiquitates Iudaïcae XX 162-165,185-187.